# (15371) Steward
(15371) Steward (1996 RZ18) – planetoida z pasa głównego asteroid okrążająca Słońce w ciągu 5,19 lat w średniej odległości 3 j.a. Odkryta 15 września 1996 roku.